# Teritorialna obramba Republike Slovenije
Teritorialna obramba Republike Slovenije (tudi Teritorialna obramba Slovenije; TO RS, TOS, TO) je bila predhodnica Slovenske vojske.

## Zgodovina
Po napadu Sovjetske zveze na Češkoslovaško avgusta 1968 je jugoslovanski politični vrh sprejel doktrino o splošni ljudski obrambi ter sklep o ustanovitvi teritorialnih obramb republik in pokrajin. Teritorialna obramba Socialistične republike Slovenije je bila ustanovljena 20. novembra 1968.
Po zmagi Demosa na prvih demokratičnih volitvah v Sloveniji leta 1990 je zvezna oblast v Beogradu ukazala razorožitev TO Slovenije, vendar ukaza v Sloveniji niso v celoti upoštevali. Veliko orožja je takrat izginilo iz skladišč in je bilo kasneje uporabljeno pri ustanavljanju prvih enot Teritorialne obrambe Republike Slovenije.
Teritorialna obramba Republike Slovenije je formalno prenehala obstajati leta 1994, z ustanovitvijo Slovenske vojske.

## Poveljstvo
V Sloveniji je bil glavni štab TO ustanovljen 20. novembra 1968. V začetku je bilo poveljstvo skoraj izključno v rokah slovenskih častnikov, po letu 1974 pa je vse več vodilnih položajev v TO prešlo v roke srbskih častnikov JLA. Razlog za to je bilo vse večje nezaupanje v TO s strani srbskih politikov, ki so se bali demokratičnih gibanj v nekaterih republikah.
V letu 1990 je Slovenija ustanovila nov štab TO. Sprejete so bile nove insignije, maja 1991 pa sta bila odprta prva učna centra za usposabljanje vojaških obveznikov na Igu pri Ljubljani in Pekrah pri Mariboru. 2. junija 1991 je prisegla prva generacija slovenskih vojakov.
Poveljniki
- Bojan Polak: 1968–1974
- Rudolf Hribernik: 1974–1977
- Branko Jerkič: 1977–1980
- Miha Petrič: 1980–1983
- Radislav Klanjšček: 1983–1984
- Milovan Zorc: 1984–1985
- Edvard Pavčič: 1985–1987
- Ivan Hočevar: 1987–1990

Načelniki štaba
- Albert Jakopič: 1968–1974
- Branko Jerkič: 1974–1977
- Lado Kocijan: 1977–?
- Miha Petrič: ?–1980
- Rado Jakin
- Milovan Zorc
- Marjan Vidmar
- Drago Ožbolt
- Janez Slapar: 1990–1993
- Albin Gutman: 1993–1995

Politični komisarji štaba
- Albert Jakopič: 1968–74

## Organizacija
Poveljevalni jezik v TO je bil slovenski, TO pa je bila organizirana v obliki odredov ter brigad kot pomožna udarna sila JLA.
V času drugega razvojnega obdobja TO RS (1975-80) so bili na podlagi v letu 1974 sprejetih zveznih zakonov: Zakona o ljudski obrambi, Zakona o vojaški obveznosti in Zakona o službi v oboroženih silah ter leta 1976 sprejetega republiškega Zakona o splošnem ljudskem odporu ustanovljeni Občinski štabi Teritorialne obrambe (OŠTO) Ustanovljenih je bilo 60 OŠTO. 
OŠTO so bili ukinjeni v veliki reorganizaciji TO RS v aprilu/maju 1991 v skladu z Zakonom o obrambi in zaščiti, ki je bil sprejet 29. marca 1991 in stopil v veljavo 14. aprila istega leta. 30. aprila so bili ukinjeni občinski štabi in naslednji dan (1. maja) ustanovljeni območni štabi.
- 21. območni štab
- 23. območni štab
- 25. območni štab
- 27. območni štab
- 31. območni štab
- 33. območni štab
- 35. območni štab
- 41. območni štab
- 43. območni štab
- 45. območni štab
- 47. območni štab
- 51. območni štab
- 53. območni štab
- 55. območni štab
- 57. območni štab
- 61. območni štab
- 63. območni štab
- 71. območni štab
- 73. območni štab
- 75. območni štab
- 77. območni štab
- 79. območni štab
- 81. območni štab
- 83. območni štab
- 85. območni štab
- 87. območni štab
- 89. območni štab

Po letu 1990 je bila TO organizirana kot samostojna vojska v skladu z ustavo RS, ki je bila sprejeta že leta 1990.